# روبرتو تراسهوراس
روبرتو تراسهوراس (انگلیسی: Roberto Trashorras؛ زادهٔ ۲۸ فوریهٔ ۱۹۸۱) بازیکن فوتبال اهل اسپانیا است.
از باشگاه‌هایی که در آن بازی کرده‌است می‌توان به رایو وایکانو، بارسلونا سی، نومانسیا، رئال کاستیا، لاس پالماس، بارسلونا بی، سلتاویگو، و بارسلونا اشاره کرد.
وی همچنین در تیم‌های ملی فوتبال زیر ۱۶سال، زیر ۱۷سال، زیر ۱۸سال و زیر ۲۰سال اسپانیا بازی کرده‌است.